# Rozdzielczość pomiaru
Rozdzielczość pomiaru – najmniejsza zmiana wielkości mierzonej na jaką reaguje przyrząd pomiarowy. Wyrażana w jednostkach wielkości mierzonej. Z rozdzielczości pomiaru wynika błąd rozdzielczości, który wpływa na dokładność pomiaru.

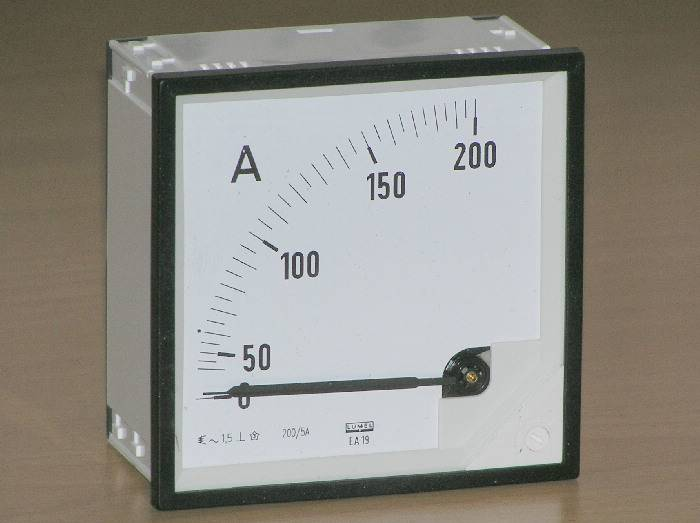
Dla przyrządów wskazówkowych rozdzielczość pomiaru w znacznym stopniu zależy od szacunku metrologa; np. dla tej skali pomiarowej amperomierza jeden metrolog może oszacować ją np. na 1/4 działki elementarnej a inny na 1/5 działki.

Dla przyrządów wskazówkowych (z odczytem analogowym) jest to najmniejsza zmiana wartości, którą można zaobserwować na skali pomiarowej przyrządu - ponieważ oszacowanie tej najmniejszej wartości zależy w znacznym stopniu od osoby dokonującej pomiaru, może się ona nieznacznie zmieniać (np. jeden metrolog może oszacować ją na 0,2 kg a drugi na 0,25 kg, bo z taką dokładnością jest w stanie odczytać wynik ze skali przyrządu). Ogólnie rzecz biorąc, zależy ona od klasy dokładności takiego przyrządu i od dokładności odczytu. Dla klas laboratoryjnych (0,2 i 0,5) rozdzielczość pomiaru można oszacować na równą 0,1 lub 0,2 działki elementarnej. Dla klas technicznych (czyli 1 i większych), rozdzielczość pomiaru szacuje się zwykle na równą 1/2 działki elementarnej.
Dla przyrządów z odczytem cyfrowym jest to wartość stała i równa jest najmniejszej cyfrze pomiaru dającej się odczytać (określa ją wartość odpowiadająca zmianie o jednostkę wskazania ostatniego wskaźnika pola odczytowego, np. dla wyniku równego 1,234 kg będzie to 0,001 kg).

## Literatura
- Laboratorium miernictwa Ćw. 1 (AiR): Zapis wyników pomiarów, opracował K.N.